# 褒姒
褒姒（？—前771年？），《史记》作襃姒，《列女传》作褎姒，姒姓，西周君主周幽王王后，太子伯服的生母。是中國歷史上一位美女，傳統說法認為是導致西周滅亡的關鍵人物之一。

## 生平
在《史记》的記載中，褒姒的出身有浓重的神话色彩。夏朝衰弱的时候，褒人的神靈化身爲兩條龍，在夏王大庭交媾。對此深感恐懼的夏王占卜神靈的結果，是“莫吉”。夏王又占卜神靈，能否把龍漦（“龍所吐沫，龍之精氣也”）收藏，結果是“吉”。於是，夏王命人把龍漦藏在櫝匣裏，好好保護起來。自夏历商至周三代，都没人敢动它。
到了周厲王統治末期，周厲王打開了櫝匣，想觀看一下。結果不小心，把龍漦灑流於王庭，還無法清除。周厲王決定用巫術除去。周厲王命宮女裸身跳舞，迫使龍精化爲玄黿。後來，這隻黑色的大鱉爬到王府裡去了，恰巧被一個才六、七歲的童妾碰上，結果宮女懷孕八年。在周宣王年間，這位十五歲的宮女生下一個女兒，就是褒姒，宮女認為這個女嬰不祥，而感到害怕，之後宮女便狠心將女兒拋棄，之後周宣王派人去找這個女嬰，卻找不到了。
女嬰被扔棄後，被一對以賣桑弓弧、箕箭服爲生的夫婦發現。這對夫婦便將其抱養。但在宣王時期，民間留傳着一個童謠：“月將昇，日將浸，檿弧箕服，實亡周國。”宣王聽了認為不祥，而且發現這對夫婦正在賣桑弓弧、箕箭服，便派兵去捕殺他們，於是夫婦倆便逃到褒國。
《東周列國志》中提到太史伯阳父执大夫赵叔带进谏被逐，大夫褒珦进谏被抓，褒珦之子洪德进献褒姒赎罪。
後來褒姒被褒國人撫養，褒姒長大後，姿色美豔，褒人將她精心打扮，公元前779年（周幽王三年）褒姒入宫。周幽王宠爱褒姒，褒姒生下一個兒子，取名伯服。

## 考據
根據《史記》的記載，幽王的祖父厲王打翻了裝有龍涎的盒子，褒姒因此誕生。褒姒于西元前779年進入幽王的後宮，厲王則死於西元前828年。据此传说则褒姒入宫时至少已有近50歲，因此龍涎一事当属子虚乌有。
不过，此考据并不严谨，打翻龙涎并未诞生褒姒，而是化成玄鼋，玄鼋接触到6、7岁的小宫女致其怀孕到15岁才生下褒姒，其孕期长达8-9年，且玄鼋可能潜藏多年才接触到小宫女，且原文提到褒姒生于周宣王年间，这个时间未知，可在周宣王在位的任意一年（前828年—前783年），故褒姒进宫时年龄介乎4-43之间，不存在年近50的可能。

## 烽火戲諸侯

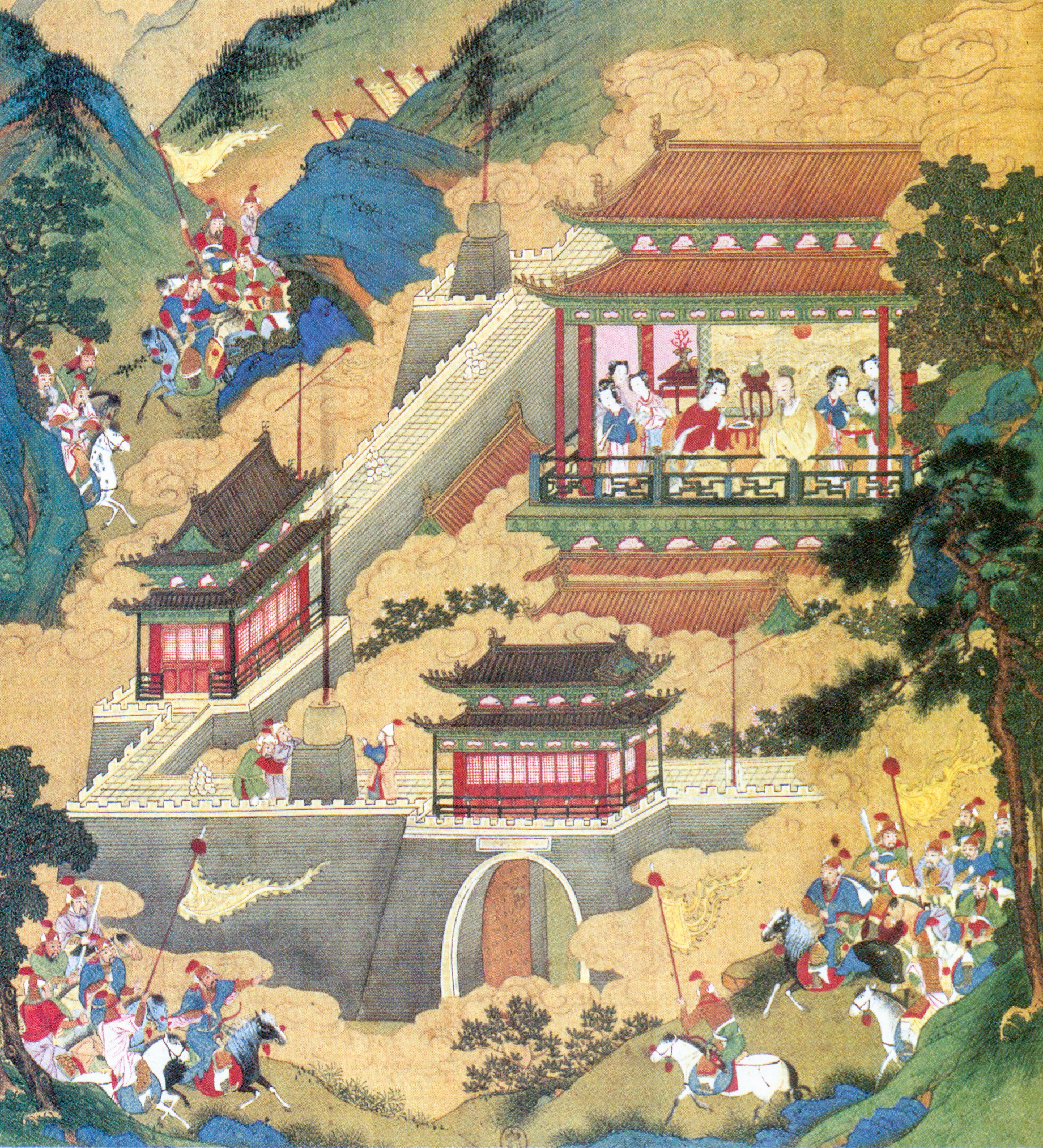
帝鑑圖說 戲舉烽火

周幽王廢了申后、太子宜臼，立褒姒為王后、伯服為太子，申后帶其子奔至外家申國（今河南南陽北，一说西近犬戎）。褒姒冷若冰霜，雖然當上王后，兒子伯服也于周幽王八年（前774年）被立為太子，但她卻很少有笑容。周幽王為了取悅褒姒，发出重赏，谁能诱发褒姒一笑，赏以千金。周幽王納了虢石父之議，舉烽火召集諸侯於驪山前（陝西臨潼），諸侯匆忙趕至，卻發覺並非寇匪侵犯，只見周幽王和褒姒在台上飲酒作樂，只好狼狽地退走，褒姒終於開心地大笑了，周幽王大喜。
前771年申后之父申侯聯絡鄫侯以及犬戎入寇，大舉進攻鎬京，此時周幽王正與褒姒縱情淫樂、吃喝玩樂，不知外面出了大事，後來周幽王舉烽火示警，諸侯以為又是騙局而不願前往，戎兵殺周幽王、祭公易、尹球、郑桓公和虢石父於戲（今陝西臨潼東），虏走褒姒，“尽取周赂而去”，褒姒被擄後，從此下落不明。故《诗经·小雅·正月》云：“赫赫宗周（指周朝），褒姒灭之。”。
“长舌妇”这一俗语最初也是仅指褒姒。一首讽刺周幽王只知道宠幸褒姒，却斥逐贤良的诗《诗经·大雅·瞻卬》中有几句讽刺褒姒“妇有长舌，维厉之阶。乱匪降自天，生自妇人”。此句意思是有个妇人长了长舌头，这是祸根。大乱并非从天而降，而是这个妇人制造的。从这首诗发源，“长舌妇”这一俗语开始流传。
《呂氏春秋》提到的周幽王想要褒姒笑，任意擊鼓戲弄諸侯，是為「擊鼓戲諸侯」。
《東周列國志》也提到周幽王想要褒姒笑，形成烽火戲諸侯。申侯勸諫廢申后立褒妃的幽王，不要重蹈桀寵妹喜以亡夏，以及紂寵妲己以亡商的覆轍，但被幽王認為亂言，因而要進攻申國。申侯得知幽王要進攻申國，但自己國力太小，不敵王師時，大夫呂章建議聯合西戎先發制人，形成犬戎攻周之戰。幽王遣人舉烽火，但已被多次戲弄的諸侯都不派兵救援。犬戎主砍死幽王並殺伯服。褒姒被擄後自縊而亡。一说褒姒被申兵与戎卒所杀，伯服被黜为庶人。

## 疑義
钱穆在《国史大纲》一書对此提出疑义：“此委巷小人之谈。诸侯并不能见烽同至，至而闻无寇，亦必休兵信宿而去，此有何可笑？举烽传警，乃汉人备匈奴事耳。骊山一役，由幽王举兵讨申，更无需举烽。”李峰《西周的滅亡》一書認為没有證據能說明先秦已有烽火台的設施，目前發現的烽火台遺跡全是漢代所留。況且此事最早的記錄是出自呂氏春秋，寫的是“擊鼓戲諸侯”，然史記卻記是「烽火戲諸侯」，二者差異甚大。
2012年初，清华大学整理获赠的战国竹简（“清华简”）时，发现竹简上的记述与“烽火戲諸侯”相左。清华大学收藏的战国竹简记载，周幽王主动进攻原来的申后外家申國，申侯联络戎族打败周王，西周因而灭亡。竹简上并没有“烽火戲諸侯”的故事。清华大学出土文献研究与保护中心刘国忠教授称，史学界就此可以断定烽火戲諸侯并非西周灭亡的原因，甚至可以断定这个故事根本就是编造。